# Biblioteca di Assurbanipal

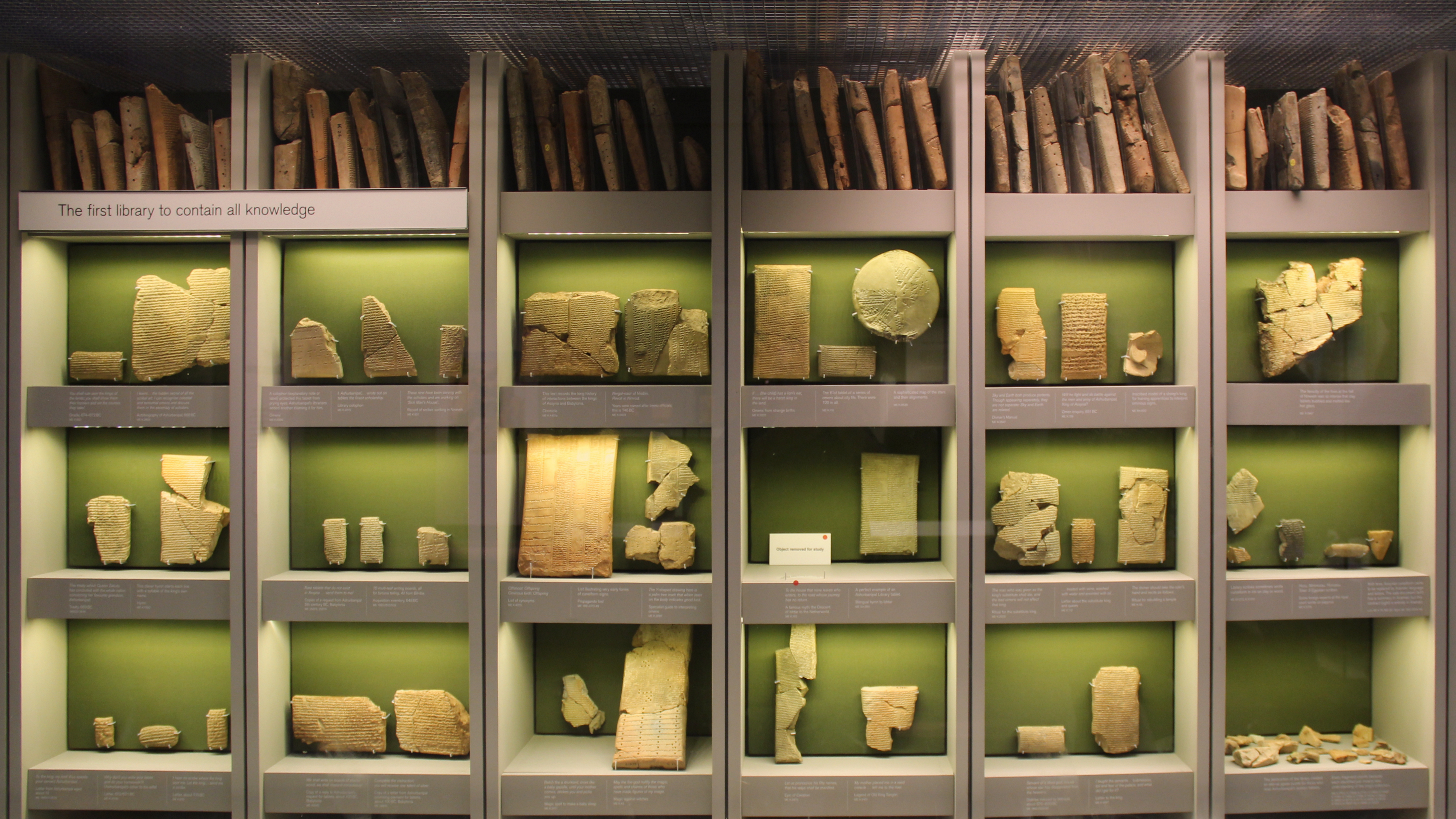
La Biblioteca di Assurbanipal nel British Museum.

La Biblioteca Reale di Assurbanipal, o semplicemente Biblioteca di Assurbanipal, intitolata al re Assurbanipal, ultimo grande re dell'Impero neo-assiro, è una collezione di oltre 20.000 tavolette d'argilla e frammenti contenenti testi di ogni tipo datati al VII secolo a.C. Tra i ritrovamenti figura anche la famosa Epopea di Gilgamesh. A causa dell'iniziale maltrattamento del materiale originale ritrovato, gran parte della biblioteca è irrimediabilmente devastata, rendendo impossibile per gli studiosi di discernere e di ricostruire molti dei testi originali, anche se alcuni sono rimasti intatti.
I materiali furono rinvenuti presso il sito archeologico di Kouyunjik (antica Ninive, capitale dell'Assiria) nella Mesopotamia settentrionale. Il sito si trova nell'attuale Iraq.
Riguardavano ordini del re,testamenti,celebrazioni del re,documenti politici,denunce,testi di carattere religioso.
Alcune tavolette contenevano anche raconteur mitologi,come la saga di Gilgamesh.
Purtroppo la biblioteca nel corso del tempo subì molti danni a causa dei saccheggi e delle inodazioni.
Le tavolette che sono giunte fino a noi sono testimonianze preziose della cultura dei popoli mesopotamici.

## Scoperta
La biblioteca è stata una scoperta dovuta all'archeologo britannico Austen Henry Layard; la maggior parte delle tavolette furono portate in Inghilterra e si trovano ora presso il British Museum, ma un primo rinvenimento fu fatto alla fine del 1849 nel cosiddetto Palazzo sud-ovest, che era il Palazzo Reale di Re Sennacherib (705 a.C.–681 a.C.).
Tre anni dopo, l'assiriologo siriaco Hormuzd Rassam, assistente di Layard, scoprì una "biblioteca" simile nel palazzo del Re Assurbanipal (668 - 627 a.C.), nella parte opposta del tumulo. Sfortunatamente, i ritrovamenti non vennero registrati e subito dopo esser arrivati in Europa, le tavolette vennero irrimediabilmente mischiate tra di loro e con altre provenienti da diversi siti. È quindi oggi quasi impossibile ricostruire i contenuti originali di ciascuna delle due "biblioteche".

## Contenuti
Assurbanipal era istruito e un appassionato raccoglitore di testi e tavolette. Inviava scribi in ogni regione del suo impero assiro, a raccogliere testi antichi. Ingaggiava studiosi e scribi per copiare i testi, principalmente quelli di fonti babilonesi.
Assurbanipal non disdegnava di usare bottini di guerra per rifornire la sua biblioteca. Poiché era rinomato sia come studioso che come sovrano crudele coi nemici, Assurbanipal fu in grado di usare minacce per ottenere forniture da Babilonia e dintorni.
I frammenti della biblioteca reale includono iscrizioni reali, cronache, testi mitologici e religiosi, contratti, concessioni e decreti reali, lettere reali e documenti amministrativi vari. Alcuni dei testi contengono divinazioni, presagi, incantesimi e inni a diversi dei, altri trattano di medicine, astronomia e letteratura. L'Epopea di Gilgamesh, un capolavoro della poesia babilonese, fu rinvenuta nella biblioteca, insieme alla storia della Creazione di Enūma eliš e al mito di Adapa primo uomo, sacerdote e figlio del dio Enki.
I testi erano prevalentemente in lingua accadica con scrittura cuneiforme, la cui evoluzione è illustrata nella Galleria in calce.
Ninive fu distrutta nel 612 a.C. da una coalizione di babilonesi, sciti e medi, un antico popolo iraniano. Si pensa che durante l'incendio del palazzo, un grande fuoco abbia devastato la libreria, provocando la parziale cottura delle tavolette di argilla cuneiformi. Paradossalmente, questo evento potenzialmente distruttivo aiutò a conservare le tavolette. Oltre alle tavolette d'argilla, alcuni testi sarebbero stati scritti su tavole di cera che naturalmente vennero fuse dal fuoco e quindi perdute per sempre.
La banca dati della collezione del British Museum conta 30.943 "tavolette" dell'intera biblioteca di Ninive, ed il Consiglio direttivo del museo propone di pubblicare un catalogo aggiornato come parte del "Progetto della Biblioteca di Assurbanipal". Se vengono sottratti i frammenti più piccoli che appartengono allo stesso testo, si stima che la "biblioteca" possa aver incluso circa 10.000 testi in tutto. Tuttavia i documenti originali della biblioteca, che avrebbero compreso scrolli di cuoio, tavole di cera, e forse anche papiri, contenevano sicuramente uno spettro molto più ampio di conoscenza di quello che si conosce attualmente dai testi superstiti iscritti nelle tavolette d'argilla cuneiformi.

## Galleria delle tavolette in argilla
- Dal British Museum:

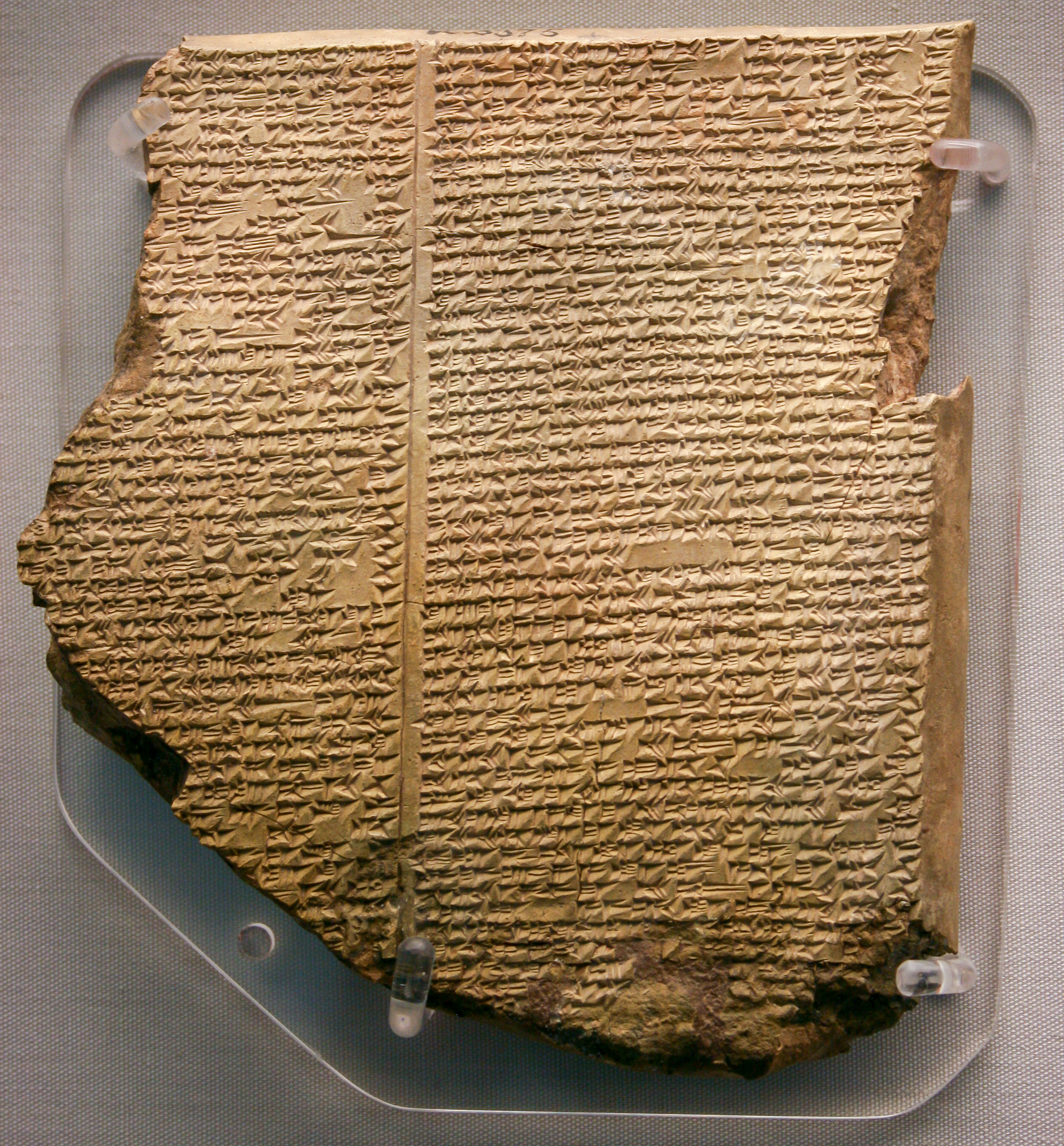
Tavoletta del Diluvio. Una delle tavolette più famose, undicesima dell'Epopea di Gilgamesh[11].
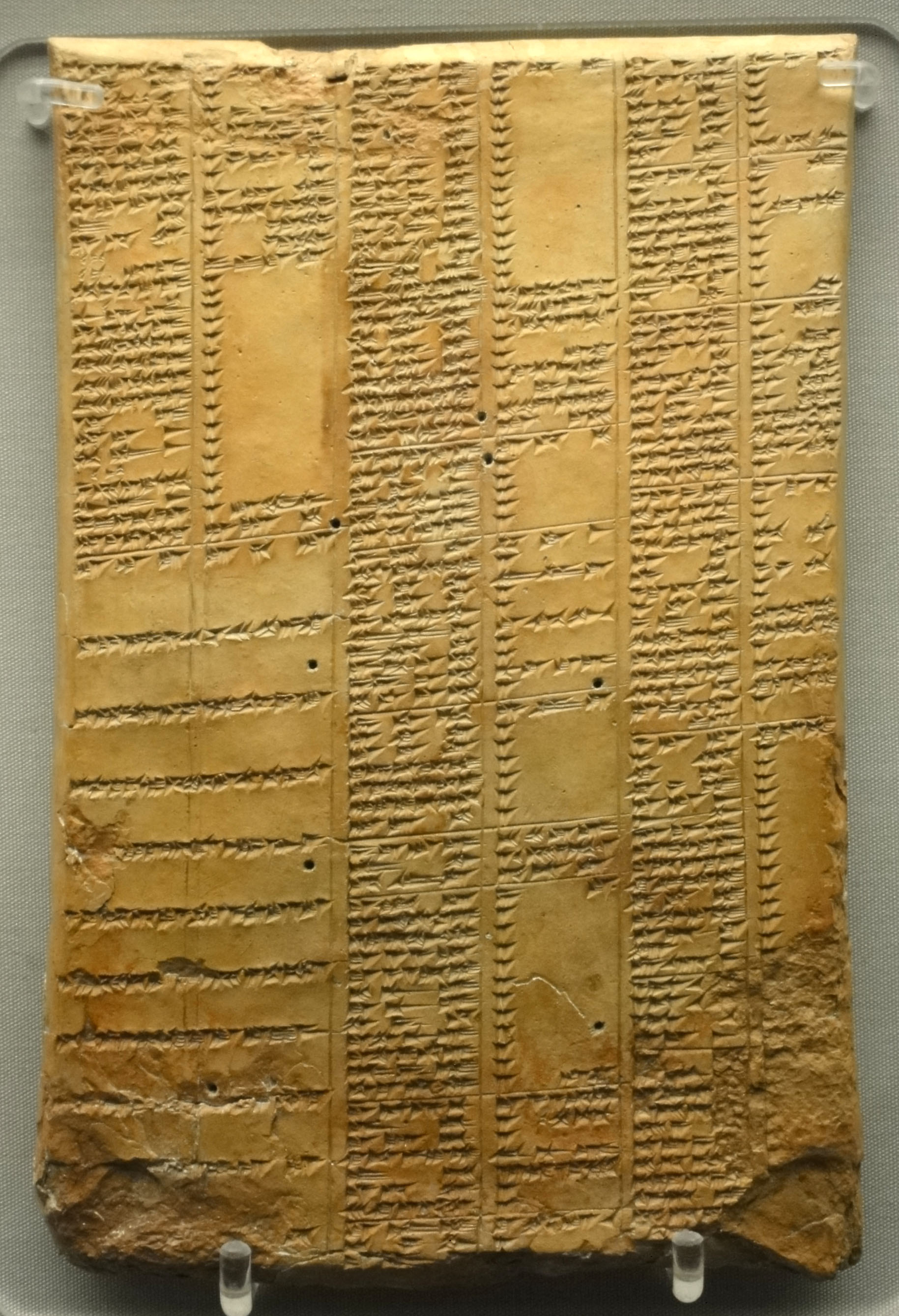
Tavoletta dei Sinonimi[12].
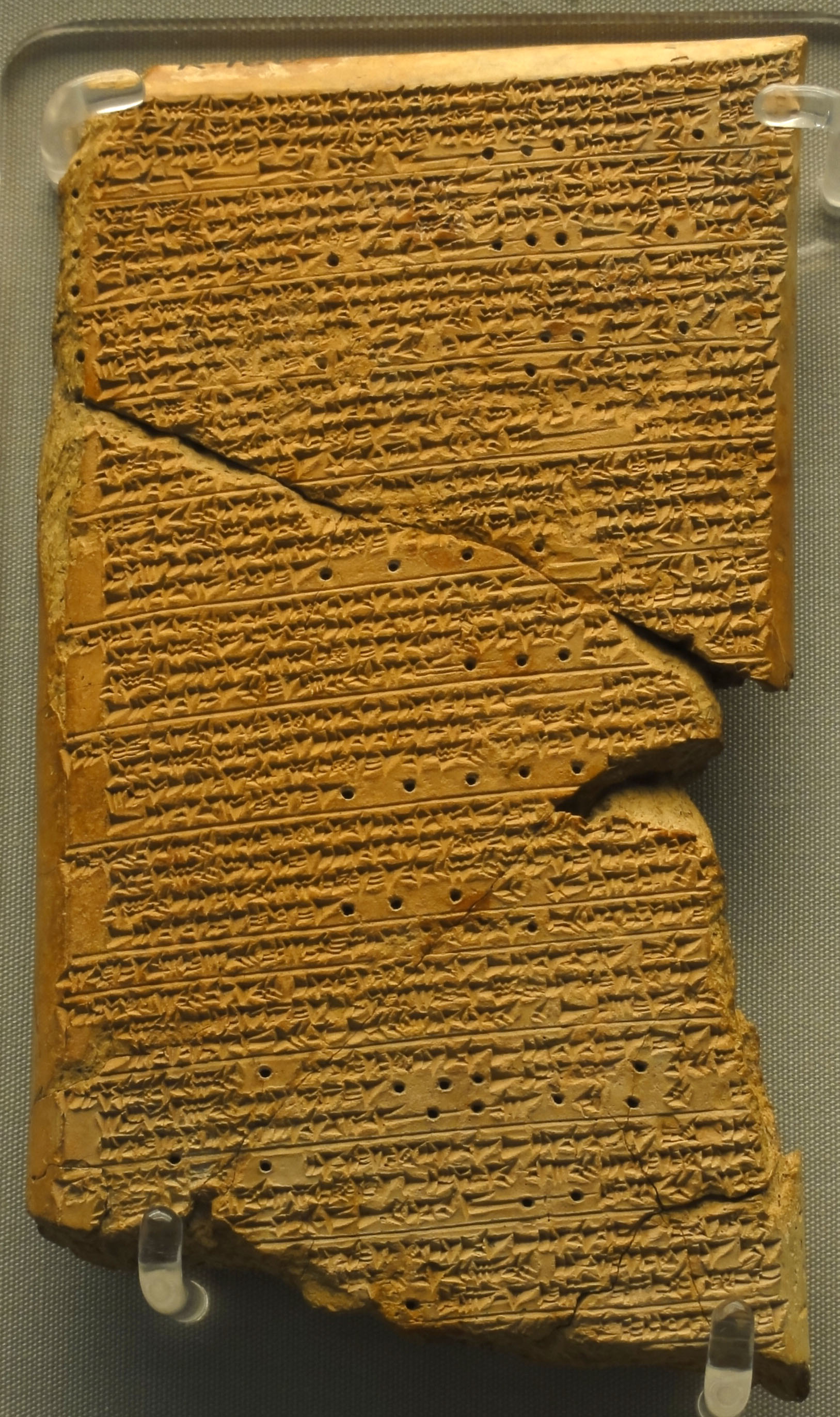
Tavoletta di Venere di Ammi-saduqa, copia del periodo neoassiro di registrazioni di epoca paleobabilonese.
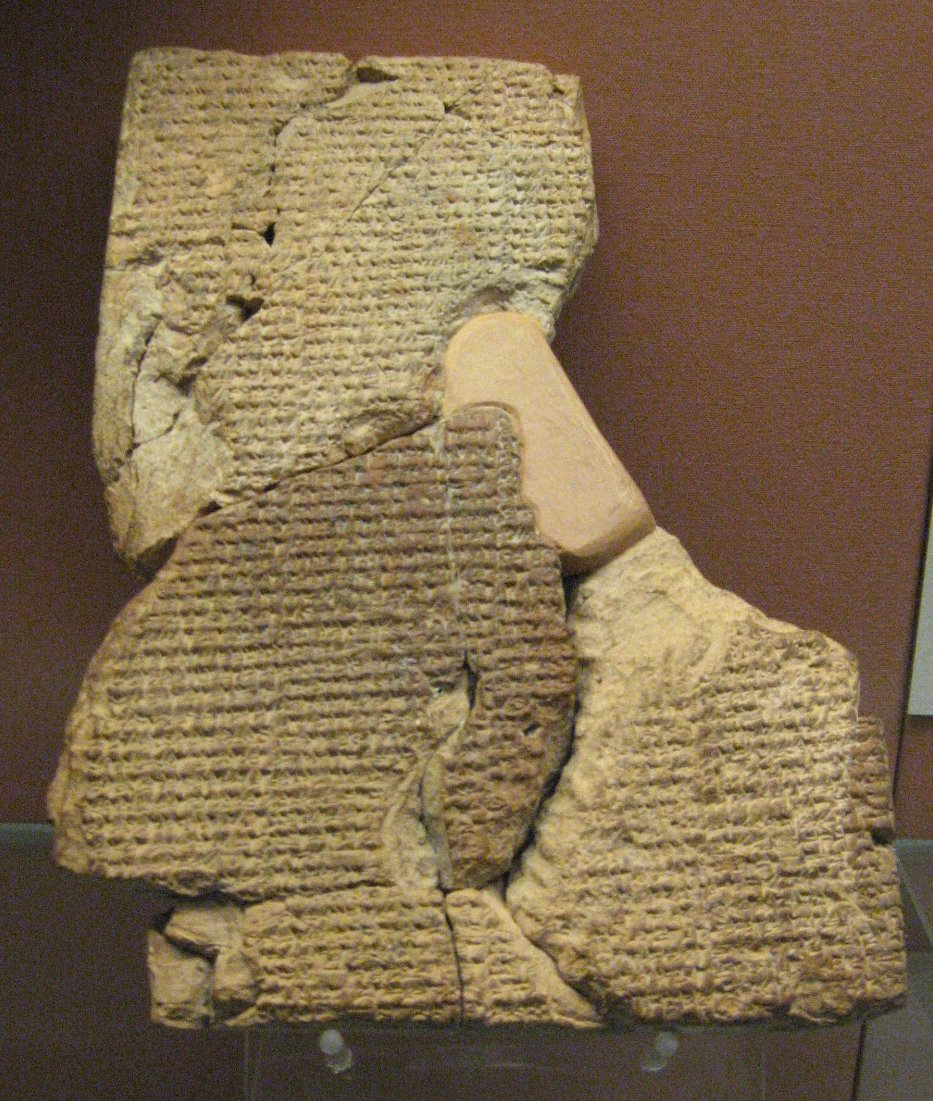
Prima tavoletta del Poema del Diluvio Universale, Epopea di Atraḫasis.

Evoluzione del cuneiforme sul segno SAG "testa", 3000–1000 a.C.